# Bernard Voorhoof
Bernard Voorhoof, belgijski nogometaš, * 10. maj 1910, Lier, Belgija, † 18. februar 1974, Lier.
Voorhoof je še zmeraj rekorder belgijske nogometne reprezentance po številu doseženih golov na število odigranih tekem; odigral je 61 tekem in dosegel 30 golov. Njegov dosežek 30 golov je dosegel Paul Van Himst šele leta 1974, ki pa je potreboval 81 tekem.